# بريسيلا سول
بريسيلا سول (بالبرتغالية: Priscila Sol‏) هي ممثلة برازيلية، ولدت في 14 أبريل 1980 في ساو باولو في البرازيل.

## وصلات خارجية
- بريسيلا سول على موقع IMDb (الإنجليزية)
- بريسيلا سول على موقع قاعدة بيانات الفيلم (الإنجليزية)
- بريسيلا سول على موقع كينوبويسك (الروسية)